# Annaphila
Annaphila är ett släkte av fjärilar. Annaphila ingår i familjen nattflyn.

## Dottertaxa tillAnnaphila, i alfabetisk ordning[1]
- Annaphila abdita
- Annaphila amicula
- Annaphila arvalis
- Annaphila astrologa
- Annaphila baueri
- Annaphila casta
- Annaphila danistica
- Annaphila decia
- Annaphila depicta
- Annaphila diva
- Annaphila divinula
- Annaphila domina
- Annaphila eremia
- Annaphila evansi
- Annaphila fletcheri
- Annaphila germana
- Annaphila hennei
- Annaphila ida
- Annaphila lithosina
- Annaphila macfarlandi
- Annaphila mera
- Annaphila miona
- Annaphila morula
- Annaphila olgae
- Annaphila pseudoastrologa
- Annaphila pustulata
- Annaphila salicis
- Annaphila spila
- Annaphila superba
- Annaphila variegata
- Annaphila vivianae
- Annaphila yosemitensis